# Епитимија
Епитимија (грч. ἐπι-τῑμία) је хришћанска теолошка пракса која се састоји у томе да епископ или свештеник препоручује духовни лек хришћанину, који је на било који начин одступио од заједнице са Богом.
Свето Писмо наводи да је Исус Христос, установио свету Тајну покајања и исповести, и том приликом предао Својим ученицима — апостолима право да опраштају или задржавају грехе људи који се кају (Јн. 20, 22-23). Ово право, касније, су они преносили на своје наследнике — епископе и свештенике.
Епископ или свештеник процењује тежину сваког греха који се пред њим исповеда, као и степен покајања који се при томе показује. За одређене теже грехе не даје одмах разрешење већ одређује духовни лек који ће помоћи да хришћанин дође до покајања и врати се редовном причешћу на Светој литургији. Епитимија често укључује и забрану Причешћа на одређено време. Она се не може и не сме сматрати казном, иако је њено дејство понекада болно, већ врстом благодатног лека за онога који је одступио од заједнице, а којој треба што пре да се врати. Епитимија даје човеку могућност да се истински покаје, исповеди, моли, завапи за милошћу и љубављу Божијом и повратком у спасоносну заједницу са Њим, као и да чини добра дела којима ће искупљивати тај преступ и зацељивати своје ране проузроковане њиме.
Духовник даје епитимију када процени да је духовна рана од неког греха у толикој мери тешка и дубока, да је за њено исцељење потребно да протекне извесно време са посебним духовним леком. Временско трајање епитимије одређује духовник индивидуално, према животној доби и околностима у којима се покајник налази, тежини преступа и настојању покајника да се врати у заједницу са Господом.